# انهيار سد درنة
انهيارات سد درنة (ليلتين؛ 10-11 سبتمبر 2023) هي الانهيارات الكارثية لسدين في مدينة درنة الليبية على مدار ليلتين في أعقاب العاصفة دانيال، أدى انهيار السد إلى إطلاق ما يقدر بنحو 30 مليون متر مكعب (39 مليون ياردة مكعبة) من المياه، مما تسبب في حدوث فيضانات في اتجاه مجرى النهر حيث فاض وادي درنة على ضفافه. ودمرت الفيضانات مدينة درنة جزئياً.
وحتى 18 سبتمبر، تتراوح تقديرات عدد الضحايا من 4 آلاف إلى 20 ألف شخص. يصنف هذا الحدث ثاني أخطر انهيار لسد في التاريخ، بعد فشل سد بانكياو في الصين عام 1975.

## الخلفية

### بناء السد
بنيت السدود المنهارة من قبل شركة "هيدروتينيكا-هيدرونيرجيتيكا" اليوغوسلافية، في الفترة من عام 1973 إلى عام 1977 للسيطرة على الفيضانات وري الأراضي الزراعية وتوفير المياه للمجتمعات المجاورة، وقد وصفت بأنها سدود طينية يبلغ ارتفاعها 75 مترًا (سد أبو منصور)، و45 متراً (سد وادي درنة)، وتبلغ القدرة التخزينية للمياه لسد درنة (وادي البلاد) 1.5 مليون متر مكعب، بينما تبلغ القدرة التخزينية لسد (أبو منصور) عند المنبع 22.5 مليون متر مكعب (1.5 مليون متر مكعب من مصدر آخر).

### الوضع السياسي
ويعزى حجم الكارثة في درنة إلى إهمال الصيانة لعقود من الزمن تعرضت لهُ المنطقة من قبل نظام معمر القذافي والأنظمة اللاحقة، فعلى طوال العقد الأول من القرن الحادي والعشرين، كانت المدينة ساحة معركة، خلال الحرب الأهلية الليبية، والتدخل المتزامن لحلف شمال الأطلسي، والصراعات بين الحكومات المتنافسة التي تأسست بعد الإطاحة بنظام القذافي. وقد تغير النفوذ على المدينة أربع مرات بين الأطراف المتصارعة.

### تحذيرات

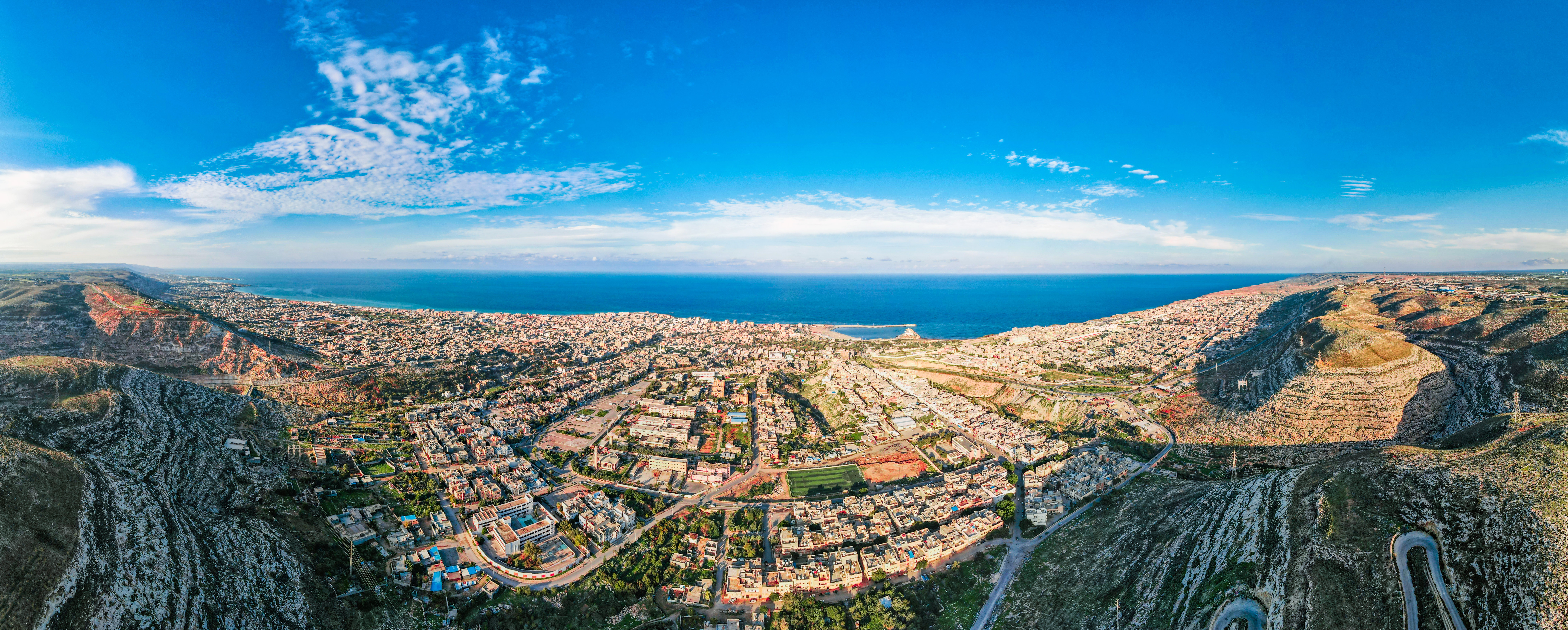
منظر لمدينة درنة في ديسمبر 2020، ويظهر السد الثاني في أقصى يسار الوسط.

ابلغ عن حدوث التشققات في السدود منذ عام 1998. وقال نائب رئيس بلدية درنة إن السدود لم تجرى صيانتها منذ عام 2002 ولم تبنى لتحمل مثل هذه الكميات من المياه. وحدث عدم الصيانة على الرغم من تخصيص أكثر من 2 مليون يورو لهذا الغرض في عامي 2012 و2013، إلا أن شركة إنشاءات تركية تدعى "شركة آرسيل للإنشاءات المحدودة" ادعت أنه حصل التعاقد معها للقيام بأعمال صيانة السد وبناء آخر. في عام 2007، وذكرت على موقعها الإلكتروني أنها أنجزت هذا العمل في عام 2012.
وبعد كارثة انهيار السد اغلقت الشركة جميع مواقعها الإلكترونية.

وفي عام 2022، حذر باحث في جامعة عمر المختار في البيضاء بليبيا في ورقة بحثية من أن السدود بحاجة إلى اهتمام عاجل، مشيرًا إلى أن هناك "احتمالًا كبيرًا لخطر الفيضانات". كما دعت الصحيفة المسؤولين إلى إجراء صيانة السدود بشكل عاجل، مشيرة إلى أنه “قد يحدث فيضان ضخم ستكون نتائجه كارثية”. ومن المعروف أن وادي درنة تعرض للفيضانات سابقاً، حيث شهد أربعة فيضانات كبرى بين عامي 1942 و1986.
في يوم 9 سبتمبر حذرت مؤسسة رؤية لعلوم الفضاء و تطبيقاته من خطر انهمار غزير للأمطار في منطقة وادي درنة، وأصدرت تنبيهاً مدنيًا ينصح بضرورة الابتعاد عن المناطق القريبة من الوادي.

### العاصفة دانيال
قبل انهيار السد، تسببت العاصفة دانيال في هطول أمطار غزيرة في شمال شرق ليبيا. وفي الفترة ما بين 4 و10 سبتمبر، تسببت العاصفة في هطول أمطار غزيرة في اليونان وبلغاريا، وتفاقمت لتصبح إعصاراً في البحر الأبيض المتوسط، ثم تحركت جنوباً عبر البحر الأبيض المتوسط، وفي 10 سبتمبر، وصلت العاصفة إلى اليابسة في ليبيا بالقرب من مدينة بنغازي. تم تسجيل إجمالي هطول الأمطار لمدة أربع وعشرين ساعة يتراوح بين 414 ملم في مدينة البيضاء وهذه امطار قياسية لم تشهدها البلاد منذ 40 عام، وبلغت سرعة الرياح 70-80 ميلاً في الساعة. واستمرت العاصفة في التحرك شرقًا قبل أن يتدهور إلى منطقة ضغط منخفض ويتبدد تدريجياً، حتى انتهت العاصفة بحلول 12 سبتمبر.

## الكارثة
تم اخطار الناس بضرورة المغادرة من قبل قوات الجيش الوطني الكتيبة 166 ولكن لم يكترث الناس لهذا التحذير ( مقاطع مصورة)
قبل العاصفة، مُنع السكان من مغادرة منازلهم بعد أن فرضت السلطات حظر تجول احترازي في 10 سبتمبر.
ويعتقد أن سد درنة الواقع عند التقاء واديين نهريين قد انهار في البداية. واندفعت المياه المنبعثة مسافة 12 كيلومترا باتجاه البحر وغمرت سد المنصور الذي كان يعاني أيضا من ضغوط بسبب ارتفاع منسوب المياه في خزانه. وذكر السكان أنهم سمعوا انفجارات مدوية وقت انفجار السدود.
اجتاحت هذه المياه مدينة درنة مع مقطع فيديو يظهر وصول الفيضان إلى المدينة قبل وقت قصير من الساعة 3:00 بعد منتصف الليل بتوقيت ليبيا (UTC+2:00) في 11 سبتمبر. وأظهرت مقاطع الفيديو المنشورة على وسائل التواصل الاجتماعي سيارات غارقة في الطوفان. صرح رئيس الوزراء الحمادة أن الأحياء السكنية جرفت، بينما قال وزير الطيران في الحمادة هشام شكيوات إن درنة بدت وكأنها تعرضت لـ "تسونامي". وقال أيضًا إن 25% من المدينة "اختفت"، مع تحرك أجزاء كبيرة من المدينة إلى البحر الأبيض المتوسط.
وتوقفت المستشفيات في المدينة عن العمل بينما امتلأت المشارح بالجثث، فترك قسم من الجثث على الأرصفة وجمعت في الساحة الرئيسية بالمدينة. وأرسلت أكثر من 300 جثة إلى مشرحة طبرق لمواجهة الاكتظاظ. ودُفنت فيما بعد أكثر من 1000 جثة في مقابر جماعية. وأرسلت فرق بحرية لانتشال الجثث التي جرفتها الفيضانات إلى البحر. وعلى مدار الأيام التالية، عثر على ما لا يقل عن 200 جثة جرفتها الأمواج إلى مسافة 20 كيلومترًا من درنة. وعثر على آخرين على بعد أكثر من 100 كيلومتر (60 ميلاً) من المدينة. وانقذ شخص بعد العثور عليهِ حياً على بعد 11 ميلاً بحريًا قبالة سواحل درنة.

## حجم الكارثة

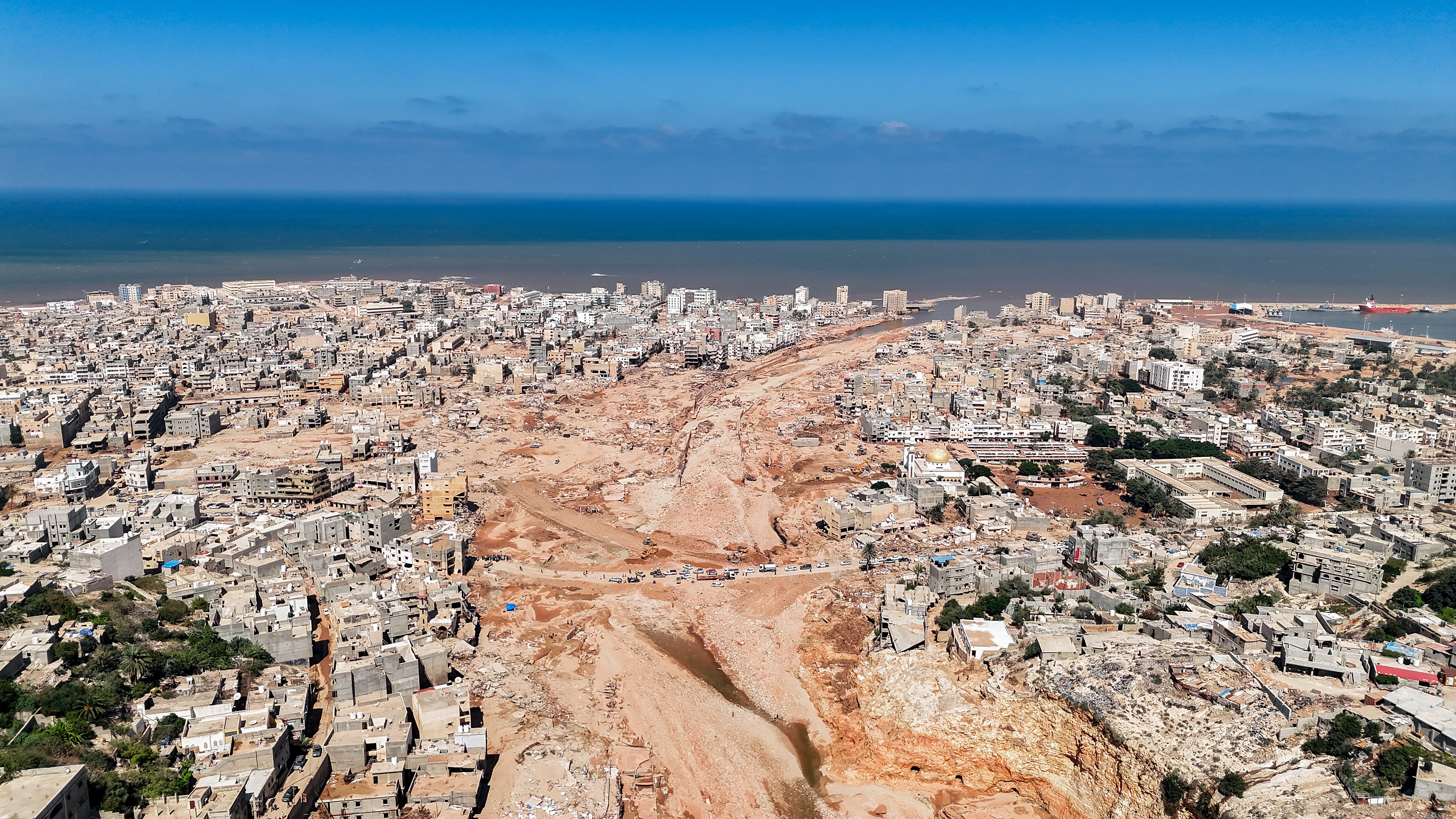
مدينة درنة بعد انهيار السد.

تختلف تقديرات ضحايا الكارثة بشكل كبير، أعطى مكتب الأمم المتحدة لتنسيق الشؤون الإنسانية تقديرًا لعدد القتلى بـ 11,300 ألف، لكنه سحب هذا الرقم لاحقًا. وقال عثمان عبد الجليل، وزير الصحة في حكومة الاستقرار الوطني الليبية في ذلك الوقت، إن 6,000 شخص مفقودون في درنة وحدها. وقال عمدة درنة، عبد المنعم الغيثي، لقناة العربية إن العدد النهائي للقتلى في المدينة يمكن أن يتراوح بين 18,000 إلى 20,000، أي ما يعادل خمس سكان المدينة. نجت ثلاثة أحياء (مناطق) فقط من أصل عشرة أحياء من الفيضانات، بينما تعذر الوصول إلى خمسة من أصل سبعة طرق للدخول إلى درنة. أدى انهيار أربعة جسور على طول وادي درنة إلى تقسيم المدينة إلى قسمين. وأظهر تحليل للأمم المتحدة أن أكثر من 2200 مبنى في المدينة غمر بالمياه.

## مابعد الكارثة

### ردود الفعل المحليَّة
أعلن المجلس الرئاسي الليبي في طرابلس أن مدن درنة وشحات والبيضاء مناطق منكوبة رسمياً في حين أرسلت وزارة الصحة في طرابلس طائرة تحمل 14 طناً من المعدات الطبية والأدوية وأكياس الجثث والأفراد إلى بنغازي في 12 سبتمبر.
في المُقابل أعلن مجلس النواب ومقره في بنغازي، والذي يسيطر على معظم المناطق المتضررة، الحداد الوطني لمدة ثلاثة أيام، كما فعلت حكومة الوحدة الوطنية المعترف بها دولياً ومقرها طرابلس بقيادة رئيس الوزراء عبد الحميد الدبيبة. وتعهد الدبيبة بإجراء تحقيق في الأضرار الجسيمة، فضلاً عن تخصيص 2.5 مليار دينار ليبي (أيّ 515 مليون دولار) للمساعدة في إعادة بناء درنة وبنغازي، بينما كشف مجلس النواب عن ميزانية تبلغ حوالي 2 مليار دولار لإعادة الإعمار. كما أعلن الدبيبة عن إنشاء عملية تقييم دقيقة للمساعدات الخارجية، قائلاً إنهم "لن يقبلوا إلا المساعدات التي تعتبر ضرورية".  وفي 14 سبتمبر، تبنى الدبيبة مسؤولية انهيار السد وعدم تفعيل صيانته.
في 15 سبتمبر، أعلن المدعي العام الليبي الصديق الصور أنه سيفتح تحقيقاً في الكارثة التي وقعت في درنة. استجاب الليبيون العاديون أيضًا لنداءات المساعدة على وسائل التواصل الاجتماعي، حيث تطوع أفراد في أماكن بعيدة مثل الزاوية، في الأراضي التي تسيطر عليها حكومة الوحدة الوطنية غرب طرابلس، للذهاب إلى درنة للمساعدة في جهود الإغاثة.
وصلت قوافل الإغاثة الأولى إلى درنة في وقت متأخر من يوم 12 سبتمبر، أي بعد نهاية الإعصار.
وأشارت الأمم المتحدة إلى أن الحكومتين المتنافستين كانتا تنسقان مع بعضهما البعض فيما يتعلق بجهود الإغاثة. في 13 سبتمبر، غادر وفد وزاري من حكومة الوحدة الوطنية طرابلس لتقييم الأضرار في درنة. وفي الوقت نفسه، ظهرت تقارير عن قيام الجيش الوطني الليبي بقيادة خليفة حفتر بمنع الصحفيين من دخول المدينة ومصادرة هواتفهم. ووعد حفتر نفسه بترقيات للجنود الذين شاركوا في جهود الإغاثة.
في 13 سبتمبر، نصحت السلطات بإجراء عمليات إخلاء في بلدة توكرة، غرب درنة، بعد أن حذرت من أن سدًا في المنطقة معرض لخطر الانهيار أيضاً.
في 14 سبتمبر، أعيد فتح ميناء درنة أمام السفن التي لا يزيد غاطسها عن 6.5 متر لتوصيل المساعدات الإنسانية، بينما تمت استعادة الكهرباء إلى الجزء الغربي من المدينة. في نفس اليوم، أعلنت خدمة الإسعاف والطوارئ الليبية أنه سيتم إجلاء السكان المتبقين في درنة وإغلاق المدينة أمام الجميع باستثناء فرق البحث والإنقاذ. أفادت الوكالة الليبية لمكافحة الأمراض في 15 سبتمبر أن ما لا يقل عن 150 شخصاً أصيبوا بالإسهال في درنة بعد شرب مياه ملوثة.

### ردود الفعل الدوليَّة
وصلت المساعدات الدولية بعد 36 ساعه من الكارثة
قال الرئيس المصري عبد الفتاح السيسي إنه سينشر الجيش المصري بالتنسيق مع قوات شرق ليبيا للمساعدة في عمليات الإغاثة. كما أعلن الحداد الوطني لمدة ثلاثة أيام على ضحايا الفيضانات وكذلك ضحايا زلزال المغرب 2023 في 8 سبتمبر. كما توجه وفد عسكري بقيادة رئيس أركان القوات المسلحة أسامة عسكر إلى شرق ليبيا في 12 سبتمبر للقاء خليفة حفتر. وضم الوفد 25 فريق إنقاذ وثلاث طائرات عسكرية تحمل إمدادات إنسانية، واعيدت جثث 84 مصرياً قتلوا في درنة من طبرق وجرى دفن رفاتهم في 13 سبتمبر.
وبناء على طلب من رئيس المجلس الرئاسي الليبي محمد المنفي، أرسلت الجزائر ثماني طائرات من طراز إليوشن إيل 76 محملة بمساعدات إنسانية شملت إمدادات غذائية ومعدات طبية وملابس وخيام.
في 12 سبتمبر، قامت إيطاليا بتنشيط إدارات الحماية المدنية، حيث صرح وزير الخارجية أنتونيو تاجاني بأن فريق التقييم في طريقه. وأعلنت آن كلير ليجيندر، المتحدثة باسم وزارة الخارجية الفرنسية، أن البلاد مستعدة للاستجابة لطلبات الحكومة الليبية. وقال منسق السياسة الخارجية بالاتحاد الأوروبي جوزيب بوريل إن المنظمة على أهبة الاستعداد لتقديم الدعم، بينما أعربت رئيسة المفوضية أورسولا فون دير لاين عن تعازيها. أرسلت الدول الأعضاء ألمانيا ورومانيا وفنلندا المساعدات بعد ذلك. أرسلت منظمة الصحة العالمية شحنة مكونة من 40 طنا من المساعدات إلى ليبيا، كما خصصت الأمم المتحدة 10 ملايين دولار للإغاثة في حالات الكوارث.
وقدمت كلاً من تونس وقطر وإيران ومالطا وتركيا والإمارات والسعودية وسلطنة عمان والأردن والكويت والبحرين والعراق ودول أخرى مساعدات إنسانية تراوحت بين أطنان من مواد الإغاثة إلى جسر جوي إلى ليبيا، كما تم أداء صلاة الغائب في مصر وفلسطين والأردن والبحرين. كما أعرب المغرب رغم انشغاله بمواجهة آثار الزلزال المدمر عن تضامنه الكامل مع دولة ليبيا الشقيقة إثر العاصفة والفيضانات التي شهدتها بعض المناطق الليبية وأسفرت عن خسائر عديدة في الأرواح والممتلكات. حيث أرسل المغرب فرقاً من الخبراء والمهندسين المختصين في حماية السدود، إلى المناطق المنكوبة في مدينة درنة لمساعدة الشعب الليبي الذي تضرر جراء الفيضانات.
وسيقف الفريق المغربي على نوع المساعدة التي يمكن تقديمها بخصوص مراقبة الوضعية التي توجد عليها عدد من السدود.

### الوعي العالمي تجاه السدود
أدى انهيار السدين في درنة الليبية إلى زيادة الوعي بمخاطر انهيار السدود في جميع أنحاء العالم. وقد تم إيلاء اهتمام خاص لسد مولابريار في الهند، الذي يواجه خطر الفشل.

### احتجاجات
خرجت احتجاجات في مسجد الصحابة التاريخي في درنة، حيث دعا المتظاهرون إلى إقالة المسؤولين في حكومة شرق ليبيا لفشلهم في صيانة السد أو إصدار أمر إخلاء وأنهم تلقوا تحذيراً بالبقاء في المنازل بدلاً من الخروج منها لتفادي حدوث كارثة، وفي 18 سبتمبر، أُحرق منزل عبد المنعم الغيثي، عمدة مدينة درنة، وقد تم حتى الآن إقالة مجلس مدينة درنة بالكامل، وتحدثت الأمم المتحدة أن أحد فرقها مُنع من دخول درنة.